# Cowdriose
Wikipédia ne donne pas d'avis médical : seul un professionnel (médecin, pharmacien, etc.) est habilité à le faire.
La cowdriose, également connue sous le nom de nintas et ehrlichiose ou heartwater pour les anglophones, est une rickettsiose qui touche les ruminants et qui est transmise par des tiques.
Son nom anglophone vient du fait que dans les cas mortels, on trouve généralement une accumulation de liquide dans le péricarde. Il s'agit d'une maladie à déclaration obligatoire.

## Histoire
La cowdriose est décrite pour la première fois en 1838 dans le journal personnel de Louis Trichardt, un Voortrekker en Afrique du Sud. Trichardt y indique qu'une majorité des moutons environnants étaient morts environ trois semaines après l'observation d'une importante infestation de tiques.
La maladie a atteint les îles des Caraïbes pour la première fois en 1980.

## Épidémiologie

### Espèces concernées
La maladie touche les ruminants (bovins, chèvres, moutons) et certaines espèces d'antilopes. D'autres espèces peuvent être infectées sans être malades. Les races bovines indigènes présentent une résistance clinique à la cowdriose.

### Distribution géographique
La maladie existe dans les régions où son vecteur, la tique du genre Amblyomma est présente. Ainsi, la maladie est endémique en Afrique sub-saharienne. Les principales zones de préoccupation pour la maladie comprennent Madagascar, Maurice, Zanzibar, les îles Comores et Sao Tomé ainsi qu'à La Réunion. La cowdriose a été observée sur trois des îles des Caraïbes, la Guadeloupe, Marie-Galante et Antigua. Dans les Caraïbes, au moins, le Héron garde-bœufs a été impliquée dans la propagation de la cowdriose, depuis qu'elle a colonisé les îles dans les années 1950.
La maladie est généralement introduite dans de nouvelles zones par des animaux infectés.

### Mortalité
Selon l'espèce animale concerné, le taux de mortalité varie de 5 % à 90 %.
La mortalité semble la plus élevée chez les espèces ovines et caprines, mais ce n'est pas toujours le cas (certaines espèces ovines telles que l'Afrikaner ont des taux de mortalité ne dépassant pas 6 %).

## Étiologie
La cowdriose est provoquée par la bactérie Ehrlichia ruminantum, transmise par morsure de tique sous forme de larve ou de nymphe. N'importe quelle espèce peut transporter une tique atteinte. La bactérie, parasite intracellulaire, n'est capable que de survivre quelques heures dans le milieu extérieur à température ambiante en dehors de ses hôtes.

## Signes cliniques
Les symptômes diffèrent en fonction du stade de la maladie. Certains animaux ne présentent pas de symptômes.

## Prise en charge
Aux premiers stades de la maladie, les animaux peuvent être traités avec des sulfamides et des tétracyclines,. Lors de stades plus avancés, les antibiotiques ne sont plus aussi efficaces.
En cas d'épidémie, les animaux atteints sont isolés pour limiter la contamination. L'euthanasie et la lutte contre les tiques sont également des méthodes possibles.

## Prévention

### Gestion des individus atteints et indemnes
Les animaux originaires des zones endémiques et transportés dans des régions indemnes doivent être testés afin d'éviter l'importation de la maladie dans de nouvelles zones.
Les individus sains qui sont importés dans les zones endémiques peuvent subir un traitement préventif à base de tétracycline.

### Lutte vectorielle
L'emploi d'un acaricide permet d'éliminer la tique vectrice de la maladie. Cependant, il ne s'agit pas d'une méthode adaptée aux zones qui ne sont pas des îles.

### Vaccination
Le vaccin commercial actuel est un vaccin sanguin vivant administré par voie intraveineuse (mais on a montré en 2020 que la voie intramusculaire est également efficace) ; il utilise Ehrlichia ruminantium vivant (issu du sang de moutons infectés). Ce vaccin protège les animaux, y compris jeunes, mais il implique un traitement antibiotique contre la maladie après la vaccination. En outre, il ne protège pas contre tous les isolats sud-africains.
Plusieurs vaccins expérimentaux sont en cours de développement, par exemple les vaccins à ADN atténué, recombinant et multi-épitope.